# Ṣalāt al-ʿaṣr
La ṣalāt al-ʿaṣr (in arabo صلاة ﺍﻟﻌﺼﺮ)‎?) è la terza delle cinque preghiere canoniche, vale a dire obbligatorie secondo la Legge islamica, tanto da essere annoverate come il secondo dei cinque cosiddetti Arkan al-Islam (Pilastri della fede islamica). 
Essa deve essere adempiuta, come indica il nome, nel pomeriggio, cioè tra la preghiera del Mezzodì (ṣalāt al-ẓuhr) e quella del Tramonto (ṣalāt al-maghrib). 
La ṣalāt al-ʿaṣr prevede 4 rakʿāt e deve essere adempiuta silenziosamente, bisbigliando appena la recitazione della prima sura (Fātiḥa, ossia "Aprente") e di altre sure coraniche. Quando però si è in viaggio, alcuni madhhab prevedono possa essere limitata a sole 2 rakʿāt. 
Viene ricordata esplicitamente nel Corano (sūra 2, versetto 238):
Il suo tempo d'elezione (waqt) inizia quando l'ombra di un oggetto qualsiasi è uguale alla sua altezza e in genere finisce quando la luce del sole comincia a ingiallire, ma più frequentemente la validità si prolunga finché non finisca il dì e il sole cominci apparentemente a declinare.